# 希南戈福克斯 (紐約州)
希南戈福克斯（英語：Chenango Forks）是位於美國紐約州布魯姆縣的非建制地區。

## 歷史
希南戈福克斯的郵局自1825年營運至今。

## 地理
希南戈福克斯所處的海拔為高於海平面279米（即915英呎），而該地所採用的時區為UTC-5，即北美东部时区（EST）。同時該地設有夏令時間，為UTC-5調快一小時，即UTC-4（EDT）。